# Giải bóng đá U-21 Quốc gia 2010
Giải bóng đá U-21 Quốc gia 2010, tên gọi chính thức là Giải bóng đá U-21 Quốc gia – Cúp Báo Thanh Niên 2010 là mùa giải thứ 14 của Giải bóng đá Vô địch U-21 Quốc gia do Liên đoàn bóng đá Việt Nam (VFF) phối hợp với báo Thanh Niên tổ chức. Mùa giải lần này diễn ra theo hai giai đoạn, với giai đoạn vòng loại từ ngày 5 tháng 9 đến ngày 20 tháng 9 năm 2010. Vòng chung kết của giải, gồm 8 đội bóng, được tổ chức tại Gia Lai từ ngày 9 tháng 10 đến ngày 19 tháng 10 năm 2010.
Giải U-21 lần này cũng đóng vai trò là vòng loại cho nội dung bóng đá nam tại Đại hội Thể dục Thể thao Toàn quốc 2010, trong đó bốn đội lọt vào bán kết sẽ giành quyền tham dự vòng chung kết tại Đà Nẵng vào tháng 12.

## Các đội bóng
31 đội bóng đã đăng ký tham dự mùa giải lần này từ vòng loại. Đội đương kim vô địch SHB Đà Nẵng và đội chủ nhà của vòng chung kết Hoàng Anh Gia Lai được miễn thi đấu vòng loại. Các đội bóng được sắp xếp sẵn vào các bảng đấu dựa theo khu vực địa lý. Những đội bóng đóng vai trò là chủ nhà của bảng đấu vòng loại được in đậm.
| Vào thẳng vòng chung kết | 1. Hoàng Anh Gia Lai (chủ nhà vòng chung kết) 2. SHB Đà Nẵng (đương kim vô địch)           | 1. Hoàng Anh Gia Lai (chủ nhà vòng chung kết) 2. SHB Đà Nẵng (đương kim vô địch)                                         | 1. Hoàng Anh Gia Lai (chủ nhà vòng chung kết) 2. SHB Đà Nẵng (đương kim vô địch) |
| Tham dự vòng loại        | Bảng A                                                                                     | Bảng B | Bảng C                                                                           |
| Tham dự vòng loại        | 1. Megastar Nam Định 2. Hà Nội ACB 3. Hà Nội T&T 4. Than Quảng Ninh 5. V&V United          | 1. Sông Lam Nghệ An 2. Hòa Phát Hà Nội 3. Viettel 4. Xi măng Hải Phòng 5. Xi măng Xuân Thành Hà Tĩnh 6. Công an Nhân dân | 1. SQC Bình Định 2. Đắk Lắk 3. Lâm Đồng 4. Quảng Nam 5. Quân khu 5               |
| Tham dự vòng loại        | Bảng D                                                                                     | Bảng E | Bảng F                                                                           |
| Tham dự vòng loại        | 1. Khatoco Khánh Hòa 2. Becamex Bình Dương 3. Bình Thuận 4. Bình Phước 5. Đồng Nai Berjaya | 1. Thành phố Hồ Chí Minh 2. Đồng Tâm Long An 3. Đại học Hồng Bàng 4. Hải Nhân Tiền Giang 5. Xi măng Fico Tây Ninh        | 1. Kiên Giang 2. An Giang 3. Cần Thơ 4. Vĩnh Long 5. Tập đoàn Cao su Đồng Tháp   |

| Rút lui sau khi đăng ký tham dự | Rút lui sau khi đăng ký tham dự |
| ------------------------------- | ------------------------------- |
| Bảng D                          | - Cà Mau                        |

## Vòng loại
Vòng loại diễn ra từ ngày 5 đến ngày 20 tháng 9 năm 2010.Các đội trong bảng thi đấu vòng tròn một lượt tính điểm xếp hạng để chọn đội đứng đầu bảng dự vòng chung kết.

### Các tiêu chí
Các đội được xếp hạng theo điểm (3 điểm cho 1 trận thắng, 1 điểm cho 1 trận hòa, 0 điểm cho 1 trận thua), và nếu bằng điểm, các tiêu chí sau đây được áp dụng theo thứ tự, để xác định thứ hạng:
1. Điểm trong các trận đối đầu trực tiếp giữa các đội bằng điểm;
2. Hiệu số bàn thắng thua trong các trận đối đầu trực tiếp giữa các đội bằng điểm;
3. Số bàn thắng ghi được trong các trận đối đầu trực tiếp giữa các đội bằng điểm;
4. Nếu có nhiều hơn hai đội bằng điểm, và sau khi áp dụng tất cả các tiêu chí đối đầu ở trên, một nhóm nhỏ các đội vẫn còn bằng điểm nhau, tất cả các tiêu chí đối đầu ở trên được áp dụng lại cho riêng nhóm này;
5. Hiệu số bàn thắng thua trong tất cả các trận đấu bảng;
6. Số bàn thắng ghi được trong tất cả các trận đấu bảng;
7. Bốc thăm.

### Các đội vượt qua vòng loại
| Câu lạc bộ        | Tư cách vượt qua vòng loại | Tham dự vòng chung kết | Thành tích tốt nhất        |
| ----------------- | -------------------------- | ---------------------- | -------------------------- |
| Hoàng Anh Gia Lai | Chủ nhà                    | 5 lần                  | Á quân (2006)              |
| SHB Đà Nẵng       | Đương kim vô địch          | 12 lần                 | Vô địch (2003, 2008, 2009) |
| Megastar Nam Định | Nhất bảng A                | 8 lần                  | Vô địch (2004)             |
| Sông Lam Nghệ An  | Nhất bảng B                | 8 lần                  | Vô địch (2000, 2001, 2002) |
| SQC Bình Định     | Nhất bảng C                | 8 lần                  | Vô địch (2005)             |
| Đồng Nai Berjaya  | Nhất bảng D                | 2 lần                  | Vòng bảng (2008)           |
| Đồng Tâm Long An  | Nhất bảng E                | 6 lần                  | Á quân (2000)              |
| An Giang          | Nhất bảng F                | 6 lần                  | Hạng ba (2003, 2007, 2008) |

## Địa điểm
Các trận đấu của vòng chung kết diễn ra tại sân vận động Pleiku và Trung tâm huấn luyện thể thao Hàm Rồng, tỉnh Gia Lai.
| Gia Lai             |
| ------------------- |
| Sân vận động Pleiku |
| Sức chứa: 12.000    |
|                     |

## Đội hình
Các cầu thủ từ 16 đến 21 tuổi (sinh từ ngày 1 tháng 1 năm 1989 đến ngày 31 tháng 12 năm 1994) có đủ điều kiện để tham dự giải đấu. Mỗi đội bóng phải đăng ký một danh sách gồm tối đa 25 cầu thủ, trong đó có tối đa ba cầu thủ 22 tuổi (Quy định mục 4.2, 4.3 và 5.1).

## Vòng bảng
Tám đội tham dự được chia thành hai bảng, thi đấu vòng tròn một lượt để chọn ra hai đội đứng đầu mỗi bảng vào bán kết.

### Bảng A
| VT | Đội                   | ST | T | H | B | BT | BB | HS | Đ | Giành quyền tham dự     |
| -- | --------------------- | -- | - | - | - | -- | -- | -- | - | ----------------------- |
| 1  | Hoàng Anh Gia Lai (H) | 3  | 3 | 0 | 0 | 5  | 1  | +4 | 9 | Vòng đấu loại trực tiếp |
| 2  | SQC Bình Định         | 3  | 2 | 0 | 1 | 4  | 3  | +1 | 6 | Vòng đấu loại trực tiếp |
| 3  | Megastar Nam Định     | 3  | 1 | 0 | 2 | 2  | 4  | −2 | 3 |                         |
| 4  | Đồng Tâm Long An      | 3  | 0 | 0 | 3 | 0  | 3  | −3 | 0 |                         |

| Hoàng Anh Gia Lai | 1–0      | Đồng Tâm Long An |
| ----------------- | -------- | ---------------- |
| - Thái Học 33'    | Chi tiết |                  |

| Megastar Nam Định              | 1–2      | SQC Bình Định                   |
| ------------------------------ | -------- | ------------------------------- |
| - Hữu Khôi 24' - Quang Thế 89' | Chi tiết | - Văn Khánh 89' - Tấn Tài 90+3' |

| Đồng Tâm Long An | 0–1      | Megastar Nam Định |
| ---------------- | -------- | ----------------- |
|                  | Chi tiết | - Hữu Khôi H1'    |

| SQC Bình Định            | 1–2      | Hoàng Anh Gia Lai             |
| ------------------------ | -------- | ----------------------------- |
| - Thanh Sang 77' (ph.đ.) | Chi tiết | - Duy Thanh 60' - Đức Tài 69' |

| SQC Bình Định | 1–0      | Đồng Tâm Long An |
| ------------- | -------- | ---------------- |
| - Tấn Tài H1' | Chi tiết |                  |

| Hoàng Anh Gia Lai             | 2–0      | Megastar Nam Định |
| ----------------------------- | -------- | ----------------- |
| - Đức Tài 75' - Út Cường 90+' | Chi tiết |                   |

### Bảng B
| VT | Đội              | ST | T | H | B | BT | BB | HS | Đ | Giành quyền tham dự     |
| -- | ---------------- | -- | - | - | - | -- | -- | -- | - | ----------------------- |
| 1  | Đồng Nai Berjaya | 3  | 2 | 1 | 0 | 4  | 2  | +2 | 7 | Vòng đấu loại trực tiếp |
| 2  | Sông Lam Nghệ An | 3  | 1 | 1 | 1 | 4  | 3  | +1 | 4 | Vòng đấu loại trực tiếp |
| 3  | An Giang         | 3  | 1 | 0 | 2 | 3  | 5  | −2 | 3 |                         |
| 4  | SHB Đà Nẵng      | 3  | 0 | 2 | 1 | 4  | 5  | −1 | 2 |                         |

| Sông Lam Nghệ An | 0–1      | Đồng Nai Berjaya |
| ---------------- | -------- | ---------------- |
|                  | Chi tiết | - Tuấn Anh 16'   |

| SHB Đà Nẵng | 1–2      | An Giang                    |
| ----------- | -------- | --------------------------- |
| - Văn Tình  | Chi tiết | - Ngọc Hùng - Hải Đăng 90+' |

| An Giang             | 1–3      | Sông Lam Nghệ An                                                    |
| -------------------- | -------- | ------------------------------------------------------------------- |
| Thanh Nam 7' (ph.đ.) | Chi tiết | - Văn Công 17' - Đình Bảo 53' (ph.đ.) - Phi Sơn 79' - Ngọc Mạnh 69' |

| Đồng Nai Berjaya    | 2–2      | SHB Đà Nẵng                   |
| ------------------- | -------- | ----------------------------- |
| - Hữu Phát 49', 70' | Chi tiết | - Đức Anh H1' - Ngọc Quốc 64' |

| Đồng Nai Berjaya | 1–0      | An Giang |
| ---------------- | -------- | -------- |
| - Tấn Tài H1'    | Chi tiết |          |

| SHB Đà Nẵng      | 1–1      | Sông Lam Nghệ An |
| ---------------- | -------- | ---------------- |
| Thành Trung 90+' | Chi tiết | Trọng Phi 24'    |

## Vòng đấu loại trực tiếp
Trong vòng đấu loại trực tiếp, loạt sút luân lưu sẽ được sử dụng để quyết định đội thắng nếu hòa sau 90 phút chính thức (không có hiệp phụ).

### Bán kết
| Hoàng Anh Gia Lai | 1–1      | Sông Lam Nghệ An |
| --- | -------- | --- |
| Đức Tài 80' | Chi tiết | Đình Bảo 89' |
| Loạt sút luân lưu |          | |
| Phạt đền thành công · Phạt đền thành công · Phạt đền thành công · Phạt đền thành công · Phạt đền hỏng · Phạt đền hỏng | 4–5      | Phạt đền thành công · Phạt đền thành công · Phạt đền thành công · Phạt đền thành công · Phạt đền hỏng · Phạt đền thành công |

| Đồng Nai Berjaya     | 1–0      | SQC Bình Định |
| -------------------- | -------- | ------------- |
| Hữu Phát 76' (ph.đ.) | Chi tiết |               |

### Chung kết
| Đồng Nai Berjaya                               | 3–3                     | Sông Lam Nghệ An                               |
| ---------------------------------------------- | ----------------------- | ---------------------------------------------- |
| - Hồng Dương 5' - Tuấn Anh 51' - Thành Tân 83' | Chi tiết Chi tiết (VNE) | - Trọng Phi 12' - Thế Cường 30' - Đình Bảo 55' |
| Loạt sút luân lưu                              |                         |                                                |
| - Văn Quyền                                    | 4–3                     | - Đình Bảo                                     |

## Thống kê

### Vô địch
| Vô địch Giải bóng đá U-21 Quốc gia 2010 |
| --------------------------------------- |
| Đồng Nai Berjaya Lần thứ 1              |

### Các giải thưởng
Các giải thưởng dưới đây đã được trao sau khi giải đấu kết thúc:
| Vua phá lưới                       | Cầu thủ xuất sắc nhất              | Thủ môn xuất sắc nhất                | Giải phong cách   |
| ---------------------------------- | ---------------------------------- | ------------------------------------ | ----------------- |
| Phạm Hữu Phát (Đồng Nai Berjaya)   | Nguyễn Tuấn Anh (Đồng Nai Berjaya) | Nguyễn Thanh Điệp (Đồng Nai Berjaya) | Hoàng Anh Gia Lai |
| Lê Đức Tài (Hoàng Anh Gia Lai)     | Nguyễn Tuấn Anh (Đồng Nai Berjaya) | Nguyễn Thanh Điệp (Đồng Nai Berjaya) | Hoàng Anh Gia Lai |
| Nguyễn Đình Bảo (Sông Lam Nghệ An) | Nguyễn Tuấn Anh (Đồng Nai Berjaya) | Nguyễn Thanh Điệp (Đồng Nai Berjaya) | Hoàng Anh Gia Lai |

### Đội hình tiêu biểu
Đội hình tiêu biểu của giải đấu, do ban tổ chức bình chọn, là đội hình gồm những cầu thủ thi đấu ấn tượng nhất tại các vị trí được chọn lựa trong giải đấu.
| Cầu thủ                              | Cầu thủ | Cầu thủ                             | Cầu thủ | Cầu thủ                            | Cầu thủ  | Cầu thủ                            |
| Thủ môn                              | Hậu vệ  | Hậu vệ                              | Tiền vệ | Tiền vệ                            | Tiền đạo | Tiền đạo                           |
| ------------------------------------ | ------- | ----------------------------------- | ------- | ---------------------------------- | -------- | ---------------------------------- |
| Nguyễn Thanh Điệp (Đồng Nai Berjaya) | LB      | Bùi Xuân Hiếu (Hoàng Anh Gia Lai)   | LM      | Lê Văn Công (Sông Lam Nghệ An)     | CF       | Nguyễn Tuấn Anh (Đồng Nai Berjaya) |
| Nguyễn Thanh Điệp (Đồng Nai Berjaya) | CB      | Nguyễn Gia Từ (Sông Lam Nghệ An)    | CM      | Nguyễn Đức Nhân (Đồng Nai Berjaya) | CF       | Nguyễn Tuấn Anh (Đồng Nai Berjaya) |
| Nguyễn Thanh Điệp (Đồng Nai Berjaya) | CB      | Hoàng Trọng Phú (Hoàng Anh Gia Lai) | AM      | Phạm Hữu Phát (Đồng Nai Berjaya)   | CF       | Lê Đức Tài (Hoàng Anh Gia Lai)     |
| Nguyễn Thanh Điệp (Đồng Nai Berjaya) | RB      | Phan Duy Lam (SHB Đà Nẵng)          | RM      | Nguyễn Thế Hưng (Đồng Nai Berjaya) | CF       | Lê Đức Tài (Hoàng Anh Gia Lai)     |

### Cầu thủ ghi bàn
Đã có 35 bàn thắng ghi được trong 15 trận đấu, trung bình 2.33 bàn thắng mỗi trận đấu.